# レゴ フレンズ
レゴ フレンズ (原題 - Lego Friends)は、レゴが開発し2012年から発売されている女児向けの玩具・人形である。本項目では、テレビアニメ作品についても扱う。

## 概要
アンドレア、エマ、ミア、オリビア、ステファニーといったキャラクターがハートレイクシティを舞台に活躍するシリーズ、日本は2012年1月26日、北アメリカで1月1日に発売され、フランスでは2011年12月15日に先行発売された。日本の漫画には、小学館から発行された『レゴフレンズ Happyダイアリー（作者：あさだみほ）』がぷっちぐみに存在する。
デザイン上の特徴として、このシリーズから登場したミニドールフィギュアがあり、通常のレゴのミニフィグよりも頭身が若干高めに、体がスマートに作られている。2021年の新製品からは体を小型化したマイクロミニドールフィギュアが新たに登場した。
2023年に完全リニューアルが行われ主要人物がオータム、アリヤ、レオ、リアン、ザック、ノヴァ、オリー、ペイズリーの男女8人組に変更された。

## 開発
これまでレゴは女児向けのシリーズとして『パラディサ』、『ベルビル』（日本では流通限定）、『スカラ』（日本未発売）といったシリーズを展開してきたが、消費者の確保に苦心しており、2000年代初頭には資金難のため女児向け商品の新規開発を中止した。2007年、レゴのデザインディレクターであるロザリオ・コスタが女児向けの新商品の開発を命じられ、これまで発表した女児向け商品の失敗点を分析すべく、調査チームを結成した。5年かけて調査した結果、女児やその親たちは、男児とは嗜好の傾向が若干異なっており、性的に中立なパッケージよりもピンクや紫色があしらわれたパッケージを選ぶ傾向にあることが判明した。2012年に『レゴ フレンズ』の第一弾が発売された。

## キャラクター
日本語吹き替えは アニマックス版/地上波。特に記載のない場合は地上波。

### 主要人物
ステファニー（Stephanie）
声 - アレクサ・カーン（英）、山口立花子/嶋村侑（シーズン1）→佐倉薫（シーズン2）
お菓子作りが得意な少女。パーティー等の楽しいことを計画することが好きだが、完璧主義者でもある。整理整頓掃除好き。仕切り屋の委員長タイプだが、文武両道でスポーツも得意である。髪の色はブロンドで、肌も白くアングロサクソン系（WASP）に見える。
ミア（Mia）
声 - エリサ・シュネーベリ→マリアンヌ・ミラー（英）、橘田いずみ/伊藤静（シーズン1）→大津愛理（シーズン2）
スポーツが得意な少女。乗馬が趣味で、動物好きでもある。そばかすとポニーテールがトレードマーク。髪の色は赤で北欧系に見える。ダニエルという兄がいてブラコンの気がある。
アンドレア（Andrea）
声 - ルーシア・ヴェッキオ→エリカ・メンデス（英）、長谷川唯/森なな子（シーズン1）→美幸キャスリーン（シーズン2）
歌が上手な少女。明るい性格で、人を楽しませることを得意とする。目立ちたがり屋。肌が黒く、アフリカ系に見える。リズという科学者志望の妹がいるが、気が合わない。母はアニマルクリニックの獣医。
オリビア（Olivia）
声 - カレン・ストラスマン→ラシェル・ヘーガー（英）、松井恵理子/楠見藍子（シーズン1）→丸岡和佳奈（シーズン2）
発明が得意な少女。発明と勉強（特に理数系と歴史）を得意とする反面、運動を苦手とする。2018年のキャラクターデザインの変更以降はメガネをかけてオタク風の喋り方をするようになった。髪の色は茶色で肌も浅黒く、ラテン系（ヒスパニック）に見える。ゾボというロボットペットがいる。母親は警察官。
エマ（Emma）
声 - (英)、橋本まい/種市桃子（シーズン1）→森島亜梨紗（シーズン2）
アートが得意な少女。「ほわわ～」が口癖の天然系。空手を習っているが、引っ込み思案なところがある。髪の色は黒で、アジア系に見える。

### その他
ソフィー（Sophie）
声 - （英）、ひと美/前田玲奈
ハートレイクのアニマルクリニックの女性獣医。オリビアの母。
リヴィ（Livi）
声 - ひと美/浅倉杏美（地上波）
ポップ界の歌姫。
ジェイコブ（Jacob）
声 - サム・リーゲル（英）、外崎大輔/藤巻大悟
オリビアのボーイフレンド。
マシュー（Matthew）
声 - 外崎大輔/林勇
エマのボーイフレンド。
フランコ（Franco）
声 - 松田健一郎（地上波）
がっしりとした体格の男性。短気な性格で怒りっぽい。運動神経がある。
ダニエル（Daniel）
声 - 神尾晋一郎（地上波）
ソフィーの夫。
マーティン
声 - 矢野智也（地上波）
ミアの幼馴染の男性。
ミアのボーイフレンド。
ターニャ（Tanya）
声 - クリスティーナ・ヴァレンズエラ（英）、藤田曜子
ブーテア市長の娘。意地悪な性格のお嬢様でステファニーとの争いが絶えない。
ゾーイ
声 - 早川舞
ターニャの仲間。
エバ
声 - 前田玲奈
ターニャの仲間。
エラ
声 - 八百屋杏
ターニャの仲間。
クレア
声 - （英）、村川梨衣（アニマックス）
ブーテア市長（Mayor Butaire）
声 - （英）、西垣俊作/間宮康弘
ハートレイクシティの市長。巨漢で、髪の毛はカツラである。欲しい物があるとあらゆる手段を使ってでも手に入れようとする性格。
スニベル
声 - 高橋伸也/米田基裕
ブーテア市長の下で働く秘書の男性。やや気弱な性格。
ブルック
声 - 前田玲奈
ブーテア市長夫人でターニャの母親。
アリシア
声 - 早川舞
ステファニーの母親。弁護士。
レイシー（Lacey）
声 - ひと美（アニマックス）
ノア（Noah）
声 - 遠藤広之（アニマックス）
スティーブンス先生（Ms. Stephens）
声 - 斎藤楓子（アニマックス）
アンドリュー（Andrew）
声 - 大下孝太（アニマックス）
ベン（Ben）
声 - 楠浩子/小田柿悠太
アシュリー（Ashley）
声 - 森嵜美穂（アニマックス）
サーシャ（Sasha）
声 - 楠田亜衣奈（アニマックス）
ヘンリー（Henry）
声 - 高橋伸也（アニマックス）
ナヤ
ハートレイクのジュースバーで働く女性。
フィオナ
声 - 美々
高校でミアらと同学年で隣のクラスに所属する少女。おしゃべりで強引な性格。
ジョイ先生
声 - 小島幸子
ハートレイクシティのキャンプ場の先生。
リー議員
声 - 前田玲奈
ハートレイクシティの女性市議会議員。
ケロッグ議員
声 - 小田柿悠太
ハートレイクシティの男性市議会議員。
ウッズ議員
声 - 藤巻大悟
ハートレイクシティの男性市議会議員。
ゾボ
声 - 松重慎
ゾーイ
声 - 渡谷美帆
ドナ
声 - 八百屋杏
マーティン
声 - 安齋龍太
ジュリアン
声 - 豊島修平
リズ
声 - 結木梢
アメリア
声 - 三輪夏紀
アルバ
声 - 高乃麗
カーター
声 - 林和良
ジョーイ
声 - 安齋龍太
リッキー
声 - 西谷修一

## テレビアニメ作品
『レゴ フレンズ 〜ともだちキラキラ!ものがたり〜（原題 - Lego Friends The Power of Friendship）』
日本では、アメリカ合衆国のテレビアニメであり、2012年にYouTubeのディズニー（アメリカのチャンネル）で公式配信された（2012年〜2016年、全9話）。日本ではアニマックスで放送された。
続いて2016年に日本を除く世界中のネットフリックスで『ともだちキラキラ!ものがたり/Power Of Friendship』がネット配信（Netflix版、全4話）。
2016年にはYouTubeのレゴ・チャンネルで日本語版吹き替え版が公式配信され（2016年〜2017年、全10話）、地上波では2017年6月13日からテレビ東京系列で『レゴ フレンズ』のタイトルでレゴタイム枠にて放送された（2012年〜2017年の再編成バージョン、全16話）。同時にYoutubeでミニアニメ 約4分）が配信された。
2018年からはYouTubeのレゴ・チャンネルで『レゴフレンズ やってミッション（Girls on a Mission）』が配信されている。それまでのレゴフレンズはCMを含めて30分番組だったが、2018年版は15分番組となった。2018年版からはキャラクターモデルの微妙な改変があり、オリビアのメガネ、肌の色などが変更された。2018年〜2021年、4シーズン、全70話（本編11分/話）。
2021年と2022年にはキャラクターデザインを再び変更し実在のレゴブロックに近づけたものとなった。ホリデースペシャル1話と『ハートレイクストーリー（Heartlake Stories）』4話が配信（各22分）。
2023年からは完全リニューアルとなり男女8人グループになった新しいシリーズ『レゴフレンズ 友達とのステキな物語はじまる（The Next Chapter）』が配信されている。

### シリーズ一覧
| 放送・配信年   | 補足（日本での情報）                                                | 放送回数 |
| -------------- | ------------------------------------------------------------------- | -------- |
| 2012年〜2016年 | 『ともだちキラキラ！ものがたり』                                    | 全9回    |
| 2016年         | 『ともだちキラキラ！ものがたり』Netflix版                           | 全4回    |
| 2016年〜2017年 | 『トモリョク全開』YouTube レゴ・チャンネルで配信                    | 全10回   |
| 2017年         | 『トモリョク全開』地上波放送（上記3シリーズ内のエピソードを再編成） | 全16回   |

| 放送・配信年 | 補足（日本での情報）        | 放送回数 |
| ------------ | --------------------------- | -------- |
| 2018年       | シーズン1                   | 全16話   |
| 2019年       | シーズン2                   | 全26話   |
| 2021年       | シーズン3                   | 全20話   |
| 2021年       | シーズン4（地上波放送あり） | 全8話    |

| 放送・配信年 | 補足（日本での情報） | 放送回数 |
| ------------ | -------------------- | -------- |
| 2021年       | ホリディ・スペシャル | 全1話    |
| 2022年       |                      | 全4話    |

| 放送・配信年 | 補足（日本での情報） | 放送回数 |
| ------------ | -------------------- | -------- |
| 2023年       | はじまりはじまり！   | 全1話    |
| 2023年       | シーズン1            | 全11話   |
| 2024年       | シーズン2            | 全12話   |

## 映画作品
レゴ フレンズ: ガールズ・4・ライフ（原題 - Lego Friends: Girlz 4 Life）は、2016年にアメリカでBlu-ray・DVD・デジタル配信でワーナー・ブラザース ホームエンターテイメントから発売されたオリジナルビデオアニメ映画、日本では同年3月18日に発売された。

## サブタイトル
テレビシリーズ（CG）
| 話数 （再編成版）                                                    | サブタイトル                                                                                         |
| 2012年〜2016年版                                                     | 2012年〜2016年版                                                                                     |
| -------------------------------------------------------------------- | --- |
| 1                                                                    | 新しい友だち（あたらしいともだち） New Girl in Town                                                  |
| 2                                                                    | サプライズパーティ Stephanie's Surprise Party                                                        |
| 3                                                                    | 海とイルカと友だちと（海とイルカとトモダチと） Dolphin Cruise                                        |
| 4（9）                                                               | 友だちとファームステイ（ともだちが恋のライバル！？） Country Girls                                   |
| 5（8）                                                               | ハートレイクシティ記念祭（なかよしフレンズが解散！？） Emma's Dilemma                                |
| 6                                                                    | ジャングルへぼうけんにいこう（どきどきジャングルアドベンチャー） Friends of the Jungle               |
| 7                                                                    | アンドレアが輝く瞬間＜とき＞ Andrea's Big Moment                                                     |
| 8                                                                    | ケイト・アイランドの秘密 Kate's Island                                                               |
| 9（14）                                                              | ハートレイクホテルへようこそ！（はちゃめちゃ！？ハートレイクホテル！） The Grand Hotel               |
| Netflix版『ともだちキラキラ!ものがたり/Power Of Friendship』2016年版 | |
| 1（7）                                                               | ドキ☆ドキ！サマーキャンプは大ピンチ！？（大ピンチ！？ハートレイク・サマーキャンプ） Camp wild Hearts |
| 2（11）                                                              | オリビア まさかのミラクルシュート！？（ＧＯ！ＧＯ！カップケーキーズ） Slam Dunk                      |
| 3（3）                                                               | アイドル リヴィのドタ☆バタ動画さつえい（ドタ☆バタ動画さつえい） Keepin' It Real                      |
| 4（10）                                                              | ウソでしょ！ターニャのおとまり会！？（お泊まりターニャに要チュ～イ！） Roomies                       |
| 2016年〜2017年版                                                     | |
| 10（13）                                                             | 清く正しく！ハートレイク学園選挙 Getting out the Vote                                                |
| 11（1）                                                              | 遊園地でドキドキ☆ひみつメール Getting the Message                                                    |
| 12（4）                                                              | 乗馬クラブでダンスパーティ！ The Grateful Dud                                                        |
| 13（2）                                                              | びっくり！ドッグショーでまさかの大事件!? The Drooling Detective                                      |
| 14（5）                                                              | おかしなお菓子なスイーツバトル Rabbitouille                                                          |
| 15（12）                                                             | おるすばん？ドロボウ？お家がきえた？ Change Of Address                                               |
| 16（6）                                                              | 恋する人魚アンドレア Dive in                                                                         |
| 17（15）                                                             | ほわわ～探偵エマの大スクープ!? I Told You So                                                         |
| 18（16）                                                             | スキーリゾートでキラキラ☆フレンズ Snow Way                                                           |
| 19                                                                   | MIDWINTER NIGHT’S DREAM                                                                              |
| 2018年版 "Girls on a Mission"（やってミッション）シーズン1           | |
| 1                                                                    | レゴフレンズ集合！みんなでやってミッション！                                                         |
| 2                                                                    | ステキ♥さくせんハウスができちゃった                                                                  |
| 3                                                                    | ふたりの夢はアイドル！？                                                                             |
| 4                                                                    | なかよしキャンプで大ピンチ！？                                                                       |
| 5                                                                    | これはワナ！？絶対勝てないスポーツ大会                                                               |
| 6                                                                    | まさか！黒幕はあこがれの人？                                                                         |
| 7                                                                    | オシャレショップがつぶれちゃう？                                                                     |
| 8                                                                    | アンドレアがアイドルデビュー！？                                                                     |
| 9                                                                    | ハートで勝負？ 天才レーサーとゴーカート対決！                                                        |
| 10                                                                   | 作っちゃおう！世界にひとつのレースカー                                                               |
| 11                                                                   | 夏のリゾートで大ミッション！                                                                         |
| 12                                                                   | 仲良しフレンズ バラバラの危機！？                                                                    |
| 13                                                                   | かいじゅうがでた！？ハートレイクで大事件                                                             |
| 14                                                                   | なかなおり大作戦！もう一度いっしょに                                                                 |
| 15                                                                   | たすけてフレンズ！ロボットが街で大あばれ！？                                                         |
| 16                                                                   | ハートはひとつ！キセキの最終決戦！？                                                                 |

短編アニメ版
| 話数 | サブタイトル                              |
| ---- | ----------------------------------------- |
| 1    | ハートカードをあなたに Andrea's first day |
| 2    | さよなら！？エマ（前編）                  |
| 3    | さよなら！？エマ（後編）                  |
| 4    | ラブレターで大騒ぎ                        |
| 5    | いびき女子は誰！？                        |
| 6    | 海賊の宝を探せ！                          |
| 7    | スピーチ大作戦                            |
| 8    | どうぶつパニックは大忙し                  |
| 9    | バンドやろうよ！                          |
| 10   | パパったら！                              |
| 11   | スターの生い立ち                          |
| 12   | ハジけちゃって！                          |
| 13   | 幽霊の正体                                |
| 14   | デート大作戦                              |
| 15   | ゾンビ騒動                                |
| 16   | カリスマ美容師                            |
| 17   | フォトコンテスト                          |
| 18   | ジェイコブのラブソング                    |
| 19   | 秘密のレシピ                              |
| 20   | スタジオであそぼ！                        |

## スタッフ
- 脚本 - サイドニー・クラーク、キム・デュラン、スティーブ・グラナット
- アニメーション制作 - M2 ENTERTAINMENT

### 日本語版スタッフ
アニマックス版
日本語版演出 - 明瀬礼洋、とみたひろし
翻訳 - 小野恵理、柏野文映、秋山ゆかり
音響制作 - ダックスプロダクション
製作 - レゴジャパン、アニマックス
地上波（シーズン1）
- 翻訳 - 鈴木織絵、伊藤里香、blueprint
- 脚色 - 福田裕子、千葉美鈴
- 音響監督 - 工藤美樹
- 制作担当 - 浅野千裕、本田哲浩
- 音響制作・編集スタジオ - ブロードメディア・スタジオ
- 制作協力 - 岡崎徳之
- 音楽プロデューサー - 太田淳

地上波版 (シーズン2)
- 企画 - 杉本杏菜
- 企画プロデュース - 安江可奈
- プロデューサー - 遠藤哲哉、古屋成史
- シリーズ構成 - 福田裕子
- 脚色 - 福田裕子、真貝まどか
- 翻訳 - 桜井隆太郎
- 編集 - エムジェイ
- 脚色・劇中歌作詞 - 福田裕子
- 音楽プロデューサー - 古泉紀子、柏木裕介
- サウンドプロデューサー - 富永和喜
- 音響監督 - 宇出喜美
- ミキサー - 内山敬章
- 録音アシスタント - 黄ナリ
- 録音スタジオ - iyuno
- 番組担当 - 梅津智史（テレビ東京）
- 宣伝 - 滝野佳輔、大江繭子（テレビ東京）
- 音響制作 - エフエムサウンズ、remax
- 制作 - プラスアルファ

## 主題歌
アニマックス版
「We Can Do It」（第1話）
日本語作詞 - 田村知子、佐藤能久 / 歌 - タナベナナ（日本語版）
「THE BFF SONG」（第2、6話）
「Friends are forever」（第3話）
日本語作詞 - 田村知子、佐藤能久 / 歌 - 中ノ森文子（日本語版）
地上波版（シーズン1）
テーマソング「キラキラ☆フレンズ」
日本語版作詞 - 福田裕子 / 歌 - mao
地上波版（シーズン2）
エンディングテーマ「イリュージョン」
日本語作詞 - 福田裕子 / 歌 - 浅井麻里（日本語版）

## 放送局
| 放送地域       | 放送局         | 放送期間                                       | 放送日時                            | 放送系列        | 備考             |
| -------------- | -------------- | ---------------------------------------------- | ----------------------------------- | --------------- | ---------------- |
| 日本全域       | アニマックス   | 2012年5月4日 - 2017年10月15日                  | 日曜 8:30 - 9:00 日曜 9:30 - 10:00  | BS放送 / CS放送 | リピート放送あり |
| 関東広域圏     | テレビ東京     | 2017年6月13日 - 9月26日 2021年6月5日 - 6月26日 | 火曜 18:25 - 18:55 土曜 7:30 - 8:00 | テレビ東京系列  | 製作局           |
| 北海道         | テレビ北海道   | 2017年6月13日 - 9月26日 2021年6月5日 - 6月26日 | 火曜 18:25 - 18:55 土曜 7:30 - 8:00 | テレビ東京系列  |                  |
| 愛知県         | テレビ愛知     | 2017年6月13日 - 9月26日 2021年6月5日 - 6月26日 | 火曜 18:25 - 18:55 土曜 7:30 - 8:00 | テレビ東京系列  |                  |
| 大阪府         | テレビ大阪     | 2017年6月13日 - 9月26日 2021年6月5日 - 6月26日 | 火曜 18:25 - 18:55 土曜 7:30 - 8:00 | テレビ東京系列  |                  |
| 岡山県・香川県 | テレビせとうち | 2017年6月13日 - 9月26日 2021年6月5日 - 6月26日 | 火曜 18:25 - 18:55 土曜 7:30 - 8:00 | テレビ東京系列  |                  |
| 福岡県・佐賀県 | TVQ九州放送    | 2017年6月13日 - 9月26日 2021年6月5日 - 6月26日 | 火曜 18:25 - 18:55 土曜 7:30 - 8:00 | テレビ東京系列  |                  |

| テレビ東京系列 火曜18:25 - 18:55               | テレビ東京系列 火曜18:25 - 18:55                                              | テレビ東京系列 火曜18:25 - 18:55                                                                                |
| 前番組                                         | 番組名                                                                        | 次番組 |
| ---------------------------------------------- | ----------------------------------------------------------------------------- | --- |
| レゴ ニンジャゴー （2017年4月4日 - 6月6日）    | レゴ フレンズ （2017年6月13日 - 9月26日） 【ここまで『レゴタイム』枠】        | ブラッククローバー （2017年10月3日 - 2021年3月30日）                                                            |
| テレビ東京系列 土曜 7:30 - 8:00                |                                                                               | |
| レゴ モンキーキッド （2021年4月3日 - 5月29日） | レゴ フレンズ （2021年6月5日 - 6月26日） 【ここまで『レゴタイム』のアニメ枠】 | ファンファンキティ! （2021年7月3日 - 2022年3月26日） 【ここのみ音楽バラエティ枠】 【月曜17:55 - 18:25より移設】 |
| テレビ東京系列 レゴタイム                      |                                                                               | |
| レゴ ニンジャゴー                              | レゴ フレンズ                                                                 | レゴ ニンジャゴー 【ここから日曜朝枠】                                                                          |
| レゴ モンキーキッド                            | レゴ フレンズ                                                                 | （廃枠） |

## 反響
『レゴ フレンズ』は女児たちに受け入れられた一方、商品の大半にピンクや紫が使われていたため、男女の固定観念を継続させるとして複数の女性団体から抗議が相次いだ。抗議した団体の一つであるアメリカのスパーク・ムーブメントは2012年にインターネットを通じて5万人の請願の署名を集め、レゴの経営幹部との面会を求めた。レゴの経営幹部はスパーク・ムーブメントの代表であるダナ・エデルと面会し、マーケティングの方針を一部変更した。